# Kedungjenar
Kedungjenar is een bestuurslaag in het regentschap Blora van de provincie Midden-Java, Indonesië. Kedungjenar telt 3295 inwoners (volkstelling 2010).